# جوان الخضر
جوان الخضر (8 نوفيمبر 1984- ) ممثل كردي سوري من مدينة القامشلي.

## عن حياته
تخرج في المعهد العالي للفنون المسرحية قسم التمثيل عام 2010 استطاع في وقت قصير أن يشارك في عدة ورشات عمل منها في الأداء الصوتي مع الخبيرة الأميركية (ميري ديث) في مسرح كما شارك المخرجة الهولندية (آناميكدلس) في تقديم بعض الأعمال وكان له الحظ في مشاركة اللبناني روجيه عساف ثم قدم مع فرقة (رين بو) الفرنسية إحدى مسرحيات شكسبير ومن ضمن أعماله المميزة مسلسل شيفون وبجانب الدراما التلفزيونية قدم للمسرح مسرحية مهاجر بريسبان للاستاذ مانويل جيجي مسرحية ذيل الطاووس.

## بداياته
كانت بدايات جوان الخضر في التمثيل خلال السنة الثالثة
من دراسته في المعهد العالي للفنون المسرحية بعام 2009 من مسلسل صدق وعده. وكانت الانطلاقة الفعلية له كممثل محترف في مسلسل شيفون، وكانت له بطولة مطلقة مع نخبة من الخريجين الشباب، وأول مسرحية شارك بها بعد تخرجه كانت عام 2011 مسرحية منحنى خطر وانطلاقاً من مسرحية مهاجر بريسبان.

## شهرته
يعد دوره بمسلسل ياسمين عتيق هو الدور الذي دفعه إلى الشهرة بالعالم العربي حيث عرض مسلسل ياسمين عتيق على عشرة قنوات وجسد شخصية جواد الصباغ في دور البطولة في العمل بعام 2013 وفي نفس السنة ازدادت شهرته بعد ظهوره بمسلسل صرخة روح وكان بطل خماسية ستائر زوجية حيث أدى شخصية وسيم.

## أعماله

### المسلسلات
● صدق وعده  2009 
- العقاب 2010
- ملح الحياة 2011
- جلسات نسائية 2011
- شيفون 2012
- سيت كاز 2012
- ياسمين عتيق 2013
- صرخة روح ج1 2013
- بواب الريح 2014
- بانتظار الياسمين 2015
- طوق البنات ج2+3+4 2015-16-17
- باب الحارة ج8 2016
- عابرو الضباب 2016
- شوق 2017
- باب الحارة ج9 2017
- أزمة عائلية 2017
- رائحة الروح 2018
- الشك 2018
- كونتاك 2019
- شوارع الشام العتيقة 2019
- باب الحارة ج10 2019
- الحب جنون ج2 2019
- يوما ما 2020
- فارس وخمس عوانس 2020
- شارع شيكاغو 2020
- الجوكر 2020
- لو بعد حين 2022
- شرف 2022
- الضفدع 2022
- الوسم 2022
- صبايا ج6 2023
- سوق الحرامية 2023
- كسر عضم ج2 2024
- تاج 2024
- الخطايا 2024
- البورد 2024

### مسرحيات
- منحنى خطر
- ذيل الطاووس
- الملك لير
- مهاجر برسبان

### أفلام
- ليلى والذئب
- مشمش (فيلم قصير)
- دم النخل